# Direccionamiento segmentado
En computación, el direccionamiento segmentado es una de las formas más comunes de obtener protección de memoria. Otra forma es la paginación. 
Consiste en dividir el espacio de direcciones virtuales que puede direccionar un procesador en segmentos. Estos segmentos pueden tener distintos tamaños.
Cada segmento almacena un tipo de información (datos, instrucciones, pila, heap...). En función del tipo de información, tiene unos permisos asociados (lectura, escritura o ejecución).
Cada segmento pertenece a un proceso, o a varios (cuando se comparten datos). Si un proceso intenta acceder (leer o escribir) en memoria que no le pertenece resultará en un fallo de segmentación (segmentation fault).
Es necesaria política de ubicación, extracción y reemplazamiento.
Problema de fragmentación externa.
- Datos: Q5807956